# ¡Salta!
¡Salta! es la versión española del popular concurso neerlandés internacional The Jump. El programa se emite en Antena 3 desde 2025 y es presentado por Manel Fuentes.

## Equipo
| Cadena        |      | Programas             |
| Año           | 2025 | Programas             |
| ------------- | ---- | --------------------- |
| Manel Fuentes |      | Programa 1 - presente |

## Mecánica
En cada programa, cinco concursantes tienen que usar sus conocimientos de cultura general para intentar llevarse un premio máximo de 50 000 €. Para lograr este objetivo, tienen que cruzar un puente de 40 metros de largo contestando las preguntas que les planteen.
En primer lugar, los cinco concursantes tienen que contestar rápidamente a una pregunta acertando la afirmación correcta de entre cinco posibles. El primer concursante que responda correctamente la pregunta, será nombrado como el/la controller, el cual decidirá quien juega, si alguno del resto de concursantes o él mismo. Si decide jugar el/la controller y falla en uno de los niveles, se volvería a elegir a un nuevo controller de la misma manera que se ha elegido al principio. Si el concursante elegido logra llegar al décimo nivel, el resto de concursantes que aún se encuentran en sus atriles, entre ellos el/la controller, quedarán relegados a otro juego posterior, quedándose sin la posibilidad de ganar el juego actual. Si los cuatro concursantes son eliminados en alguna de las rondas, el/la controller tiene que entrar a jugar para intentar terminar el juego.
Hay un total de diez niveles a superar. En cada nivel se le plantea al concursante varias afirmaciones proyectadas en trampillas que se encuentran en el suelo y este tendrá que saltar sobre la trampilla cuya afirmación crea que es la correcta. Si el concursante salta sobre la trampilla correcta, sigue jugando al siguiente nivel, pero, si salta sobre alguna de las trampillas incorrectas, esta se abrirá y el concursante caerá al vacío, quedando eliminado del juego y siendo sustituido por otro concursante elegido por el/la controller, quien tendrá que empezar contestando en el nivel donde ha sido eliminado su predecesor. El número de trampillas va aumentando según el concursante va avanzando por el puente habiendo dos en los dos primeros niveles, tres en los tres siguientes niveles y cuatro en los siguientes cuatro niveles.
Si el concursante llega al décimo nivel, el cual solo tiene una trampilla, se le presentarán en una pantalla seis afirmaciones, de las cuales solo tres son correctas. El concursante tiene que elegir cuales de esas afirmaciones son las correctas, saltando sobre la trampilla cuando se proyecten en esta de una en una. La primera afirmación respondida correctamente le hace ganar 5 000 €, la segunda es de 20 000 € y las tres en conjunto le hace ganar 50 000 €. Al responder correctamente una afirmación, el concursante tiene la oportunidad de plantarse en medio del nivel y terminar el juego con el dinero ganado. Si el concursante da con una afirmación incorrecta, la trampilla se abrirá y el concursante caerá al vacío, quedando eliminado del juego y perdiendo todo el dinero acumulado (en caso de haber contestado previamente alguna afirmación correctamente).

## Audiencias
| Temporada | Temporada | Episodios | Estreno            | Final               | Audiencia media | Audiencia media | Audiencia media |
| Temporada | Temporada | Episodios | Estreno            | Final               | Espectadores    | Cuota           |                 |
| --------- | --------- | --------- | ------------------ | ------------------- | --------------- | --------------- | --------------- |
|           | 1         | 8         | 1 de marzo de 2025 | 19 de abril de 2025 | 1 130 000       | 10,6%           |                 |

### Episodios
| N.º | Fecha               | Espectadores | Share |
| --- | ------------------- | ------------ | ----- |
| 1   | 1 de marzo de 2025  | 1 314 000    | 12,0% |
| 2   | 8 de marzo de 2025  | 1 266 000    | 11,4% |
| 3   | 15 de marzo de 2025 | 1 056 000    | 9,9%  |
| 4   | 22 de marzo de 2025 | 1 213 000    | 11,3% |
| 5   | 29 de marzo de 2025 | 1 072 000    | 10,1% |
| 6   | 5 de abril de 2025  | 1 004 000    | 9,2%  |
| 7   | 12 de abril de 2025 | 1 126 000    | 10,5% |
| 8   | 19 de abril de 2025 | 988 000      | 10,2% |

     Programa líder en su franja horaria (prime-time).
     Récord histórico de audiencia.
     Mínimo histórico de audiencia.

## Versiones internacionales
El concurso está basado en el formato de televisión holandés The Jump.

### Ediciones extranjeras
| País                            | Nombre   | Presentador(es)     | Canal | Estreno                        |
| ------------------------------- | -------- | ------------------- | ----- | ------------------------------ |
| Hungría                         | Az ugrás | Gábor Gundel Takács | RTL   | 12 de febrero de 2024-presente |
| Países Bajos (formato original) | The Jump | Marieke Elsinga     | RTL 4 | 21 de octubre de 2023-presente |